# Hans Denissen
Hans Denissen (Tilburg, 9 marzo 1984) è un ex calciatore olandese, di ruolo attaccante.